# 비토리아 SC B
비토리아 SC B(포르투갈어: Vitória Guimarães B)는 2012년에 창단된 포르투갈의 축구단이다. 현재 비토리아 SC의 리저브팀으로 활동 중이다. 보통 포르투갈의 리저브 팀은 리저브 팀 리그가 아닌 시니어 팀과 동일한 리그 시스템에서 경기한다. 그러나 비토리아 SC B는 1군과 같은 디비전에서 뛸 수 없으므로 프리메이라리가 로 승격할 자격이 없으며, 타사 드 포르투갈  및 타사 다 리가에서 뛸 수 없다.